# 町田市立成瀬台中学校
町田市立成瀬台中学校（まちだしりつ なるせだいちゅうがっこう）は、東京都町田市成瀬台にある公立中学校。地元では台中と呼ばれている。

## 沿革

### 経緯
1979年（昭和54年）4月1日に開校した。

### 年表
- 1979年
  - 4月1日 - 町田市立成瀬台中学校として設立される[1]。
  - 10月1日 - 校旗制定[1]。

## 教育方針
以下の教育目標および教育方針が掲げられている。成瀬台小学校・成瀬中央小学校との連携を図っている。

## 学校行事
本節では、2017年に予定されている学校行事を示した。
4月
始業式・入学式
5月
校外学習（1年）・中間考査
6月
体育祭・期末考査
7月
終業式・夏季休業
8月
夏季休業
9月
始業式・小中交流会・中間考査・連合陸上大会
10月
生徒総会・宿泊学習（ポプラ）・合唱コンクール・連合マラソン大会（ポプラ）
11月
連合音楽会（合唱）・親善球技大会・期末考査・校外学習（2年）
12月
学発リハ（ポプラ）・学習発表会（ポプラ）・終業式・冬季休業
1月
冬季休業・始業式・小中交流会（ポプラ）・中学校訪問（学区小学生）・職場体験（2年）
2月
スポーツ交流会（ポプラ）・学年末考査
3月
卒業式・修了式・春季休業

## 部活動
2017年6月25日閲覧の公式ウェブページによれば、以下の部活動が行われている。
- 運動系部活動
  - 野球部
  - サッカｰ部
  - バレーボール部
  - 硬式テニス部
  - 男子バスケットボール部
  - 女子バスケットボール部
  - バドミントン部
  - 剣道部

- 文化系部活動
  - 吹奏楽部
  - ハンドメイキング部
  - レクリエーション部
  - 美術部
  - 科学部

## 通学区域
学区は、町田市ウェブサイト（2016年7月19日最終更新）に依った。
全域が学区となる地域
成瀬1丁目から4丁目、7丁目
成瀬台
一部区画が学区となる地域
成瀬5丁目、6丁目
西成瀬2丁目、3丁目

## 進学前小学校
- 成瀬小学校
- 成瀬中央小学校
- 成瀬台小学校

## 学区内の主な施設
- 町田市成瀬コミュニティセンター
- 東京都立成瀬高等学校
- 成瀬中央小学校
- 成瀬台小学校 - 成瀬台中学校と西側が面している

## 交通
最寄りの駅は、東急こどもの国線のこどもの国駅であり、その距離は約1.2キロメートルである。JR東日本の駅としては、成瀬駅が最も近く、その距離は1.7キロメートルである。
最寄りのバス停は、神奈川中央交通のポプラヶ丘前であり、その距離は230メートル余りである。ポプラヶ丘前では8つのバス路線が利用でき、こどもの国駅・成瀬駅・つくし野駅・町田バスセンターなどから来られる。

## 著名な出身者
- 大倉直 - ノンフィクション作家
- 諏訪内晶子 - ヴァイオリニスト
- 浜岡寛 - 元サッカー選手、サッカー指導者
- 端山豪 - サッカー選手[8]
- 山口貴之 - 元サッカー選手、サッカー指導者
- 林敬太郎 - バンドグループ、Brand New Vibeのリーダー